# Уметност неолита
Неолит (ново – млађе камено доба, 12.000 – 3.000. године п. н. е.)
Млађе камено доба почиње неолитском револуцијом на Блиском истоку (било је то доба последњег леденог периода у Европи, тако да се није могла ни јавити. Клима северно од Алпа је била као сад у Сибиру и на Аљасци). Она је трајала више хиљада година и почела је око 8.000. године п. н. е. кад су људи по први пут са успехом припитомили животиње и произвели зрнасту храну. То је био пут преласка од лова ка земљорадњи. Номадски живот се замењује седелачким. Новим начином живота у трајним сеоским заједницама дошло је и до нових проналазака: грнчарија, ткање и предење. Основне методе грађевинских конструкција су од дрвета опеке и камена.
Из овог периода познати су остаци веома импресивних скулптура људских глава строгих индивидуалних обележја – „Јерихонске главе“, око 7.000. године п. н. е., (лобања обложена обојеним гипсом са очима од шкољки). 
Људи неолита су веровали у духове предака и веровало се да се они налазе у глави човека, која је могла да надживи тело и задржи моћ над судбином својих покољења. Зато је требало да они те духове умирују. Сачуване главе биле су „клопке за духове“.
Поред веровања у духове предака постојало је и веровање у анимизам – у свакој ствари постоји дух. У свакодневном додиру са светом духова примитиван човек се није задовољио што ће само вршити обреде, већ је осећао потребу да свој однос изрази играма и сличним драмским церемонијама, стављајући маске, а та опчињеност траје и до данашњих дана.
Неолитски град Јерихон, у данашњем Јордану, са кеменим кућама и поплочаним двориштима изванредан је пример високе развијености неолитских људи. Али одбрамбене зидине и куле указују пошетак сукоба међу људима.
У Европи су у то време настајали мегалитски споменици сачињени од великих камених блокова послаганих један на други у суво (без малтера), од којих је најпознатији Стоунхенџ у Енглеској. Стоунхенџ се састоји од низа кемених блокова послаганих кружно са остаром у средини. Оријентисан је према страни на којој се сунце рађа на дан дугодневнице (летњи солистициј, 21. јун)

## Галерија
- План Стоунхенџа
- Петни камен (Heel Stone) који је одмах изван круга
- Стоунхенџ у летњем солстицију 2005. год.
- Фестивал солстиција 2005. год.